# Кабельос, Катриэль
Джеффри Катриэль Кабельос Васкес (исп. Jeffrey Catriel Cabellos Vázquez; род. 18 августа 2004, Буэнос-Айрес) — перуанский футболист, полузащитник клуба «Спортинг Кристал».

## Клубная карьера
Кабельос — воспитанник клуба «Расинг». 9 мая 2023 года в матче против «Тальерес» он дебютировал в аргентинской Примеры. В 2024 году Кабельос на правах аренды перешёл в перуанский «Альянса Лима». 29 января в матче против «Универсидад Сесар Вальехо» он дебютировал в перуанской Премьере. В этом же поединке Катриэль забил свой первый гол за «Альянса Лима». В начале 2025 года Кабельос перешёл в «Спортинг Кристал». 9 февраля в матче против «Альянса Универсидад» он дебютировал за новую команду.

## Международная карьера
В 2023 году в составе молодёжной сборной Перу Кабельос принял участие в молодёжном чемпионате Южной Америки в Колумбии. На турнире он сыграл в матчах против сборных Бразилии, Колумбии, Парагвая и Аргентины.